# Октябрський (Білоярський міський округ)
Октя́брський (рос. Октябрьский) — селище у складі Білоярського міського округу Свердловської області.
Населення — 505 осіб (2010, 407 у 2002).
Національний склад станом на 2002 рік: росіяни — 53 %.